# طواف إسبانيا 1958
طواف إسبانيا 1958 هو سباق دراجات هوائية أقيم في إسبانيا بتاريخ 30 أبريل – 15 مايو، تكون السباق من 16 مرحلة وامتدّ لمسافة 3241.8 كم بسرعة 34.16 كم/س، استغرق السباق 94 ساعة 54 دقيقة 21 ثانية. فاز به الفرنسي جان ستابلينسكي.

## الترتيب
| م                     | الدرّاج         | البلد | الزمن                     |
| --------------------- | -------------- | ----- | ------------------------- |
| الفائز بالترتيب العام | جان ستابلينسكي | فرنسا | 94 ساعة 54 دقيقة 21 ثانية |